# Binationale Lufttransportstaffel Rhin/Rhein
Die Binationale Lufttransportstaffel Rhin/Rhein (Escadron de Transport franco-allemand, Binational Air Transport Squadron, BATS) ist eine Staffel der deutschen Luftwaffe und der Französischen Luftstreitkräfte, die auf dem Militärflugplatz Évreux-Fauville in Évreux, Frankreich, stationiert ist. Zweck der binationalen Kooperation ist der wirtschaftlichere Betrieb einer geringen Anzahl von Transportflugzeugen des Typs C-130J Hercules, die Frankreich und Deutschland jeweils zur Ergänzung ihrer Flotten des größeren Airbus A400M beschafften. Die in der Normandie angesiedelte Staffel gilt zudem als wichtiges Projekt der deutsch-französischen militärischen Zusammenarbeit.

## Auftrag
Der Auftrag der Staffel ist der gemeinsame Lufttransport im gesamten logistischen und taktischen Spektrum, die Unterstützung von Operationen von Spezialkräften, die gegenseitige Unterstützung im Krisenfall und bei der Durchführung nationaler Aufträge, der Transport von Material und Personal sowie die Ausbildung der Transportflugzeugbesatzungen und des Wartungspersonals. Die Aufträge kommen überwiegend vom European Air Transport Command. Die Arbeitssprache der Staffel ist Englisch. Die Flüge finden in gemischten Crews statt, wobei rein nationale Einsätze möglich sind. Während die Flugzeuge jeweils national zugelassen sind, liegt die luftrechtliche Aufsicht alleine bei Frankreich. Stärker als bei der Deutsch-Französischen Brigade sind die Soldaten beider Nationen in einer Einheit integriert. Aufgrund des Parlamentsvorbehalts kann es bei noch nicht vom Deutschen Bundestag genehmigten bewaffneten Einsätzen jedoch zu Verzögerungen und Einschränkungen bei der Mitwirkung deutscher Staffelangehöriger kommen. Zwei Drittel der bis zu 260 militärischen und zivilen Staffelangehörigen sind Wartungspersonal.
Als einzige Staffel der deutschen Luftwaffe ist sie dem Luftwaffentruppenkommando unmittelbar unterstellt.

## Geschichte

### Vorgeschichte
Sowohl Deutschland als auch Frankreich betrieben seit den 1960er-Jahren die gemeinsam hergestellte Transall C-160 als taktisches Transportflugzeug und beabsichtigten, diese durch den größeren Airbus A400M zu ersetzen. Mit 53 und 50 bestellten Flugzeugen sind die beiden Länder die größten Kunden der von Grund auf neu konstruierten A400M. Deren Entwicklung war durch zahlreiche Verzögerungen gekennzeichnet, zeitweise drohte ein Abbruch des Programms. Die ersten, ab 2013 ausgelieferten A400M waren auf logistische Aufgaben im gesicherten Luftraum beschränkt. Weitere Verzögerungen und Verunsicherungen ergaben sich durch den A400M-Absturz bei Sevilla am 9. Mai 2015. Bei den Luftwaffen der Abnehmerstaaten drohten Fähigkeitslücken im taktischen Bereich wie etwa bei Evakuierungsoperationen zu entstehen. Insbesondere erschien es im Jahr 2015 zweifelhaft, ob die geforderte Fähigkeit zur Luftbetankung von Hubschraubern jemals erreicht wird, an der Frankreich während der damals laufenden Opération Barkhane in der Sahelzone einen dringenden Bedarf hatte. Absetzen von Lasten im Flug und beidseitiger Fallschirmabsprung waren noch nicht möglich.

### Frankreichs C-130J-Beschaffung ab 2015
Im Jahr 2015 beschloss Frankreich, das bereits seit 1987 einige Lockheed Martin Hercules C-130H betrieb, rasch vier modernere C-130J zu beschaffen. Zwei sollten unter anderem zur Luftbetankung von Hubschraubern in der Rolle Combat Search and Rescue dienen, bei den anderen war die Bewaffnung mit Luft-Boden-Raketen AGM-176 Griffin beabsichtigt. Die vom Außenministerium der Vereinigten Staaten im November 2015 erteilte Genehmigung der Anfrage Frankreichs im Rahmen des Programms Foreign Military Sales umfasste jedoch keine Bewaffnung. Nachdem der genannte Gesamtpreis von bis zu 650 Mio. Dollar die vorgesehenen 330 Mio. Euro weit überstieg, erwog Frankreich Ende 2015 zwischenzeitlich den Kauf gebrauchter C-130J der Royal Air Force, die den Flugzeugtyp zugunsten der A400M aufgab. Im Januar 2016 orderte die französische Wehrbeschaffungsbehörde DGA jedoch vier neue C-130J über die US Air Force. Der Preis wurde mit „deutlich unter 650 Mio. Dollar“ angegeben, wobei 355 Mio. Dollar auf die bloßen Flugzeuge ohne Sonderausstattung und Dienstleistungen, aber mit Triebwerken entfielen. Die zwei C-130J-30 wurden 2017 und 2018 ausgeliefert, 2019 und 2020 folgten die beiden KC-130J. Die Maschinen wurden zunächst gemeinsam mit anderen Transportflugzeugen Frankreichs auf dem Militärflugplatz Orléans-Bricy stationiert und waren in der Sahelzone sowie im August 2021 bei der Evakuierung vom Flughafen Kabul im Einsatz.

### Deutsche C-130J-Beschaffung und Kooperationsvereinbarung
Deutschland sollte nach der für 2021 geplanten Ausmusterung der Transall ursprünglich den Airbus A400M als einzigen Transportflugzeug-Typ betreiben. 2016 wurde jedoch ein interner Bericht bekannt, wonach eine „Kleine-Flugplatz-Lücke“ entstehe, da die A400M für zahlreiche abgelegene, kleine Flugplätze mit schlechter Infrastruktur zu groß und schwer sei. An die Bedürfnisse von Spezialkräften sei die A400M nicht ideal angepasst. Auch wegen mangelnder Transportkapazitäten durch Lieferverzögerungen bei der A400M sollte ein weiteres Modell in einer Kooperationslösung gemietet oder gekauft werden. Als mögliche Kooperationspartner für eine kleine Flotte der rasch lieferbaren C-130J Super Hercules wurden die Niederlande, die USA, das Vereinigte Königreich und Frankreich kontaktiert. Der Rüstungsbericht des Verteidigungsministeriums von September 2016 nannte die Punkte Fähigkeitsaufwuchs und Schutz im taktischen Lufttransport bei der A400M „äußerst risikobehaftet“, weshalb eine Arbeitsgruppe zur Vermeidung von weiteren Einschränkungen im taktisch-operativen Lufttransport eingerichtet worden war.
Am 4. Oktober 2016 unterzeichneten die deutsche Verteidigungsministerin Ursula von der Leyen und ihr französischer Amtskollege Jean-Yves Le Drian in Paris eine Absichtserklärung, nach der deutsche C-130J zusammen mit französischen Flugzeugen desselben Typs in Frankreich stationiert werden sollen. Weitere Abkommen im Jahr 2017 legten Évreux als Standort ab 2021 und Investitionen in Höhe von 110 Mio. Euro je Nation zum Ausbau der dortigen Basis fest sowie die gemeinsame Ausbildung von Piloten, Ladungsmeistern und Wartungspersonal in Évreux.
Wie Frankreich beschaffte Deutschland die C-130J Hercules auf Regierungsebene über das Verfahren Foreign Military Sales. Die im April 2018 gestellte Anfrage erhielt im Folgemonat die Billigung der US-Regierung. Diese umfasste drei C-130J-30, drei KC-130J, Triebwerke, Ausstattung für Selbstschutz, geschützte Kommunikation, Aufklärung und Navigation sowie Ersatzteile, Wartungs- und Testeinrichtungen, Ausbildung und weitere Dienstleistungen im Gesamtwert von bis zu 1,4 Milliarden US-Dollar. Der Haushaltsausschuss des Deutschen Bundestags gab am 26. September 2018 knapp 970 Millionen Euro für den Kauf von sechs Flugzeugen frei. Die drei C-130J-30 wurden ab Februar 2022 ausgeliefert, ab März 2024 folgten die drei KC-130J. Am 19. April 2024 erreichte das letzte deutsche Flugzeug die Staffel.

### Beginn in Évreux
Die Bauarbeiten für die gemeinsame Lufttransportstaffel auf der Base Aérienne 105 in Évreux begannen 2019. Am 17. September 2020 legten die Verteidigungsministerinnen Annegret Kramp-Karrenbauer und Florence Parly symbolisch den Grundstein für die Gebäude der neuen Einheit. Im Juli 2021 traf die erste französische C-130J für die Staffel aus Orléans-Bricy kommend in Évreux ein. Am 30. August 2021 unterzeichneten Kramp-Karrenbauer und Parly in Paris die zweite zwischenstaatliche Vereinbarung, mit der die offizielle Gründung der deutsch-französischen Staffel zum 1. September 2021 festgelegt wurde. Nach der Ankunft der ersten deutschen C-130J stellten am 9. März 2022 die Verteidigungsministerinnen Florence Parly und Christine Lambrecht bei einer Zeremonie im neu errichteten Wartungskomplex die deutsch-französische Lufttransportstaffel in Dienst.
Am 21. September 2023 hielten die Verteidigungsminister Boris Pistorius und Sébastien Lecornu bei einem Besuch der Staffel ein Arbeitsgespräch in Évreux ab. Am 20. Dezember 2023 besuchte die Wehrbeauftragte des Deutschen Bundestages, Eva Högl, die Staffel zusammen mit Militärbischof Bernhard Felmberg und dem Inspekteur der Luftwaffe, Ingo Gerhartz.

### Einsätze
Anfang 2024 hat die Staffel Hilfsgüter über dem Gazastreifen abgeworfen.

## Staffelkapitäne
Die Staffel wird immer von einem französischen Staffelkapitän geführt. Stellvertreter ist immer ein deutscher Stabsoffizier.
Folgende Offiziere führen die Staffel:
| Nr. | Name                         | Beginn der Berufung | Ende der Berufung |
| --- | ---------------------------- | ------------------- | ----------------- |
| 1   | Oberstleutnant Nicolas Henri | September 2022      | –                 |

Folgende Offiziere waren stellvertretende Staffelkapitäne
| Nr. | Name                         | Beginn der Berufung | Ende der Berufung |
| --- | ---------------------------- | ------------------- | ----------------- |
| 1   | Oberstleutnant Maik Drescher | April 2021          | –                 |

## Eingesetzte Luftfahrzeuge

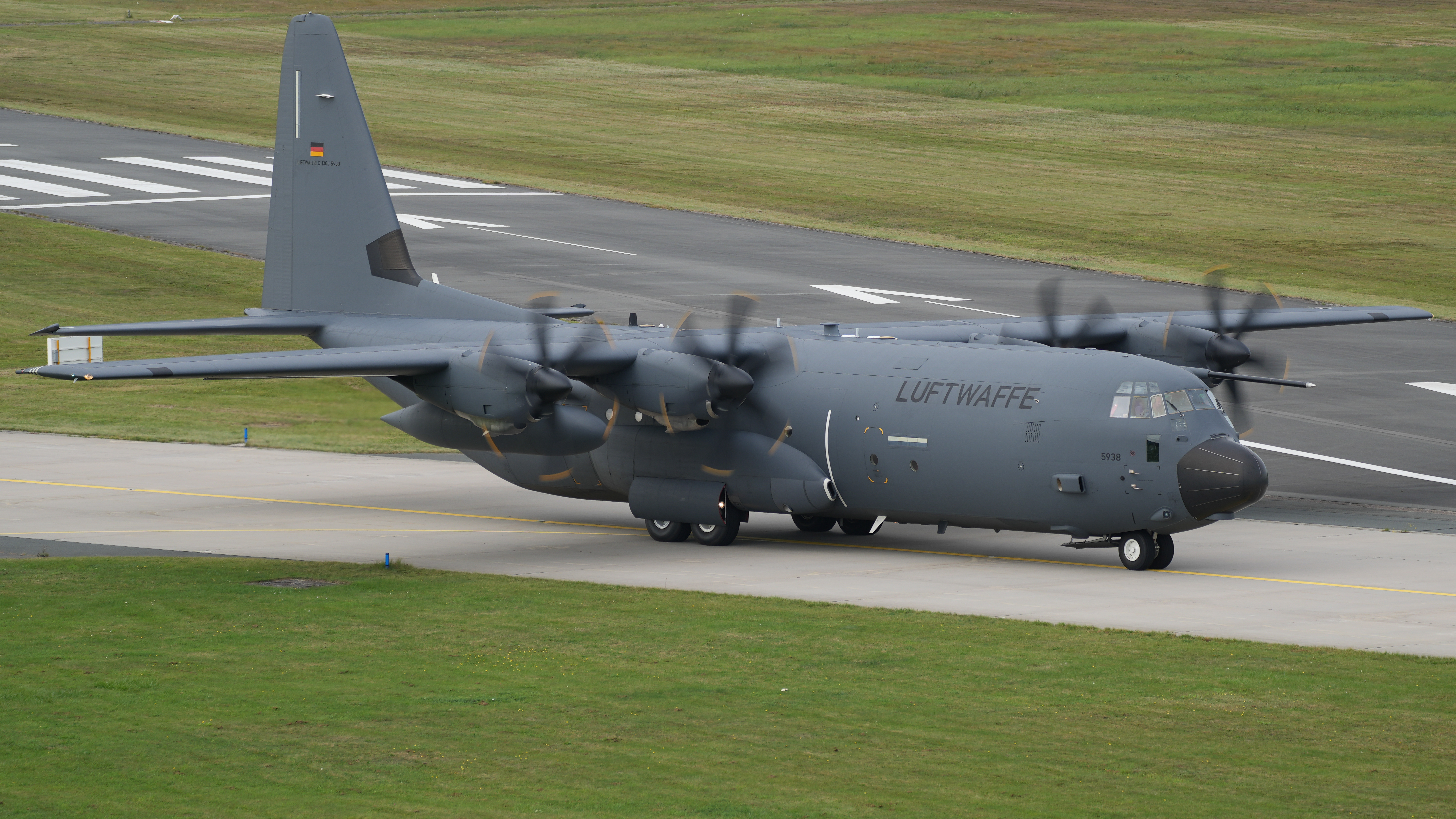
Eine C-130J-30 der Luftwaffe

Die Staffel betreibt je fünf C-130J Super Hercules in der Version C-130J-30 mit verlängertem Rumpf und fünf Maschinen in der Tankerversion KC-130J. Vier der Flugzeuge, je zwei in jeder Version, wurden von Frankreich beschafft und haben französische Hoheitsabzeichen und die Kennzeichen 61-PO bis 61-PR. Deutschland steuerte je drei C-130J-30 und KC-130J bei, die deutsche Hoheitsabzeichen und die Kennzeichen 55+01 bis 55+06 tragen. Die deutschen C-130J wurden mit schwenkbaren Elektrooptik-/Infrarot-Beobachtungstürmen Wescam MX-20 zur Aufklärung ausgestattet und sind über eine am Cockpit hervorstehende Sonde in der Luft betankbar.

## Wappen
Das Staffelabzeichen zeigt eine Lockheed C-130J Super Hercules in Landekonfiguration in der Frontalansicht, darüber das Wappen der Stadt Évreux, darunter die Flaggen Deutschlands und Frankreichs. Der Schriftzug lautet „Lufttransportstaffel“, dessen französische Übersetzung „Escadron de transport“ sowie, mit Bezug auf den Grenzfluss zwischen den beiden Ländern, „Rhin“ (französisch) und „Rhein“, geschrieben mit gemeinsamem Anfangsbuchstaben.

## TV-Dokumentation
- 2023: Deutsche Soldaten in Frankreich – Die erste gemeinsame Fliegerstaffel in Évreux. (ZDF/Arte)